# Castalio (mitología)
En la mitología griega, Castalio (del griego antiguo Καστάλιος) era hijo de la ninfa Castalia y Delfo, el rey epónimo de Delfos. La hermana de Castalio era Femónoe pero fue él fue quien sucedió a su padre en el trono de Delfos tras su muerte. De parte de su madre, Castalio era nieto del dios Aqueloo, mientras que de su padre era nieto del dios Apolo o Poseidón. Pausanias nos dice que el sobrenombre de Ártemis Lafria se debe a un focidio, Lafrio, hijo de Castalio y nieto de Delfo, que erigió en Calidón la antigua imagen de la diosa.Otros imaginan a Castalio como uno de los autóctonos, padre de Tuya; ésta, unida a Apolo fue la madre de Delfo en otra variante. Sea como fuere en un escolio se nos dice que hijo de Lafrio fue Notio, héroe epónimo de la polis homónima.